# 外崎由希子
外崎 由希子（とのさき ゆきこ、6月22日 - ）は、元青森放送のアナウンサー。

## 来歴
青森県五所川原市出身。正看護師・衛生検査技師・食品衛生管理者などの資格を有する。
テレビ朝日アスクに通った後、2004年に青森放送に入社。同期に元同局アナウンサーの矢羽々恵匡と山内千代子がいる。
退社後は、北海道文化放送の『のりゆきのトークDE北海道』でリポーターを務めていた。

## 担当番組
- あおもりTODAY（青森放送） - 水曜「お天気調べ隊」リポーター[4]
- 活彩あおもり（青森放送）[4]
- 江奈滋家の食卓（青森放送）[5]
- のりゆきのトークDE北海道（北海道文化放送） - リポーター